# Кузьминых, Степан Иванович
Степан Иванович Кузьминых (9 декабря 1918, деревня Средний Пуял — 14 марта 1990, Йошкар-Ола) — советский марийский театральный актёр и режиссёр, народный артист РСФСР.

## Биография
Степан Иванович Кузьминых родился 9 декабря 1918 года в деревне Средний Пуял (сейчас Оршанский район, Марий Эл) в крестьянской семье.
В 1932 году окончил школу крестьянской молодёжи. В 1935 году окончил Марийский областной техникум искусств. С 1935 года играл в Марийском государственном театре.
Осенью 1939 года был призван в Красную Армию, участвовал в Великой Отечественной войне в составе артиллерийского дивизиона на реке Прут. Попал в плен, освобождён в марте 1945 года. В 1946 году был демобилизован из действующей армии и вернулся в родной театр.
В 1956 году перешёл из национальной труппы в русскую, где проработал до 1961 года, затем вернулся в марийскую труппу. Ему были близки характеры людей незаурядных, метущихся, характеры мыслителей и бунтарей. За почти 40 лет работы в театре сыграв более 100 ролей.
В 1963—1964 годах прошёл стажировку по режиссуре в театре им. Евг. Вахтангова в Москве у народного артиста СССР Р. Н. Симонова. Интерес к режиссёрской работе появился с первых лет служения в театре. До войны был ассистентом режиссёра, а в 1960-е годы сам поставил ряд спектаклей.
В разные годы он возглавлял Марийское отделение ВТО, был членом правления Марийского республиканского комитета защиты мира.
В декабре 1979 году вышел на пенсию. Умер 14 марта 1990 года.

## Награды и премии
- Орден Трудового Красного Знамени (1971).
- Медаль «За победу над Германией в Великой Отечественной войне 1941—1945 гг.».
- Медаль «В ознаменование 100-летия со дня рождения Владимира Ильича Ленина».
- Юбилейная медаль «Двадцать лет Победы в Великой Отечественной войне 1941—1945 гг.».
- Заслуженный артист Марийской АССР (1955).
- Народный артист Марийской АССР (1960).
- Заслуженный артист РСФСР (1969).
- Народный артист РСФСР (26.04.1978).
- Государственная премия Марийской АССР (1977).
- Диплом I степени Всесоюзного фестиваля драматических и детских театров, посвящённого 100-летию со дня рождения М. Горького, за роль Егора Булычова (1968).
- Диплом II степени Всесоюзного театрального фестиваля за исполнение роли профессора Полежаева в драме Л. Рахманова «Беспокойная старость».1970
- Почётные грамоты Президиума Верховного Совета Марийской АССР, Министерств культуры РСФСР и Марийской АССР.

## Работы в театре

### Актёр
- 1935 — «Жорж Даден» Мольера — Любэн
- 1936 — «Слава» В. Гусева — Николай
- 1936 — «Доходное место» А. Островского — Досужев
- 1937 — «Дубровский» А. Пушкина — Дефорж
- 1937 — «Как закалялась сталь» Н. Островского — Лещинский
- 1938 — «Мещанин во дворянстве» Мольера — Клеонт
- 1938 — «18-й год» С. Николаева — Каврий
- 1939 — «Бабьи сплетни» К. Гольдони — Беппо
- 1947 — «Молодая гвардия»" А. Фадеева — Олег Кошевой
- 1947 — «День рождения» С. Николаева — Аркадий Милаев
- 1948 — «Айвика» С. Николаева — Азамат
- 1948 — «Без вины виноватые» А. Н. Островского — Незнамов
- 1949 — «Комедия ошибок» У. Шекспира — Антифол Эфесский и Антифол Сиракузский
- 1950 — «Власть тьмы» Л. Н. Толстого — Никита
- 1951 — «Ромео и Джульетта» У. Шекспира — Ромео
- 1952 — «Ревизор» Н. В. Гоголя — Хлестаков
- 1952 — «Ксения» А. Волкова — Сергей Соловьёв
- 1955 — «Коварство и любовь» Ф. Шиллера — Фердинанд
- 1956 — «Олеко Дундич» М. Каца и А. Ржешевского — Олеко Дундич
- 1957 — «Семья Ершовых» Вс. Кочетова — Степан Ершов
- 1958 — «Чёрный Волк» Н. Арбана — Пасет
- 1958 — «Хризантемы — цветы жизни» М. Толчинского — Танака
- 1960 — «Семья» И. Попова — Огородников
- 1961 — «Платон Кречет» А. Корнейчука — Платон Кречет
- 1962 — «Семья» И. Попова — Володя Ульянов
- 1965 — «Элнет» С. Чавайна — Григорий Петрович Веткан
- 1967 — «Клятвенная берёза» А. Асаева
- 1968 — «Егор Булычов и другие» М. Горького — Егор Булычов
- 1968 — «Грозовое зарево» К. Коршунова — Голованов
- 1969 — «Алдиар» А. Волкова — Алдиар
- 1970 — «Беспокойная старость» Л. Рахманова — профессор Полежаев
- 1975 — «Мамаша Кураж и её дети» Б. Брехта — повар

### Режиссёр-постановщик
- 1952 — «Эх, родители!..» М. Шкетана
- 1964 — «В день свадьбы» В. Розова
- 1964 — «Чёрный Волк» Н. Арбана
- 1965 — «Старый друг» М. Рыбакова
- 1967 — «Перебежчик» А. и П. Тур
- 1977 — «Когда цветёт черёмуха» А. Волкова

## Память
- Памятная доска Кузьминых С. И. в Йошкар-Олена на доме по улице Волкова, 166, где актёр жил в 1961—1990 годах.